# Soulou (rivière)
Pour les articles homonymes, voir Soulou.
Pour l’article ayant un titre homophone, voir Sulu.
Le Soulou est un ruisseau français du Massif central dans les départements du Cantal et de la Corrèze, affluent de la Rhue et sous-affluent de la Dordogne.

## Géographie
Il prend sa source à la Font Piagui, à environ 900 m d’altitude, dans le parc naturel régional des volcans d'Auvergne, dans le Cantal, à quatre kilomètres au nord de Riom-ès-Montagnes.
Il arrose une partie du territoire des communes de Saint-Étienne-de-Chomeil, d'Antignac, de Vebret et entre en Corrèze où il rejoint la Rhue en rive gauche, à deux kilomètres au sud-est de Bort-les-Orgues.

## Nature et patrimoine
- L’église de Saint-Étienne-de-Chomeil.
- Le château de Couzan, sur la commune de Vebret.